# TV☆Lab
TV☆Lab(ティービー・ラボ)はBSフジで放送されていた単発バラエティ枠。前身といえる番組は2001年4月から2003年まで放送された「ドリームメーカーTV」。フジテレビジョンやBSフジの若手スタッフが制作した実験的なバラエティ番組を放送。

## 放送時間
開始当初から2009年3月までは日曜日22:00 - 22:54の枠で放送していたが、同年5月より毎週土曜日深夜（日曜日未明）0:00 - 0:55の枠へ移動（終了時期は不明）。
また、再放送は水曜日深夜（木曜日未明）0:00 - 0:55の枠にて放送していた。

## これまでに放送された主な番組
- 怪奇事件特捜チームS・R・I
- ジェネレーションバトル ダミエ
- お台場湾岸テレビ
- 判定!脳リアクション
- カンジルココロマスター
- MENTAL ER
- ディベートファイトクラブ!
- サイキックロワイヤル!
- ヒトポリー
- RUMOR
- 完全診断!くりぃむドック
- あいはら友子の開運コロシアム!!
- クイズ5人の壁
- お台場ガキニュース
- タイムバイヤー
- おおいずみんみん蝉
- 誘惑の札束
- ザ・リアル 解除中&捜索中（ → クロノス 解除中、ジャンプ!○○中）
- キマズイ
- 外国人が見たNIPPON（ → NIPPON@WORLD）
- クイズグランプリ2006
- 戦国料理道
- 60億人の新常識・非常識!（ → NIPPON@WORLD）
- 芸能界!キズナ検定 キズナ王選手権への道
- ココロノツボ
- アイデアの鍵貸します
- 告白シアター。
- BINGO75 アナタの人生が変わる!?75の真実
- 世界超能力グランプリ2006ファイナル
- ヴィーナスの素顔
- 劇的人生2037
- 結婚しない男グランプリ キング・オブ・独身貴族決定戦
- COOL ♥ GIRLS
- 突然!シンデレラ
- 一度は開けてみたかった!
- ザ・テレビ検定
- 都市伝説特捜部
- カメラがのぞいたヒミツの世界
- ラヴリマスター
- マジック新世紀
- デスメイク
- 産地直送!ローカル新聞大賞2007
- リュー・チェン 魅惑のストリートマジック
- 事件TV
- クイズ50：50（クイズ$ミリオネアのスピンオフ企画）
- イメチェン武闘会

ほか

## 本番組から誕生したフジテレビのレギュラー・単発番組
- クイズ!ヘキサゴンシリーズ（ドリームメーカーTVにて初回放送。当時のタイトルは「バツゴクイズ・ヘキサゴン」）
- Run for money 逃走中シリーズ（「ザ・リアル」に派生）
- お台場ガキニュース
- タイムバイヤー
- キマズイ
- アイデアの鍵貸します
- NIPPON@WORLD（「60億人の常識・新常識」・「外国人から見たNIPPON」から派生）

ほか